# Zoophore
Zoophore désignait les frises décorées de figures d'animaux.
Par extension, on dit aussi :

« Colonne zoophorique. C'est une espèce de colonne statuaire qui porte la figure de quelque animal, comme les deux colonnes de la place de Venise, sur l'une desquelles est le lion de S. Marc qui forme les armes de la république. Il y en a aussi une à Sienne, qui porte une louve allaitant Rémus & Romulus. Ce mot zoophorique vient du grec zoophoros, porte-animal. »

— Antoine Chrysostome Quatremère de Quincy, « Dictionnaire d'Architecture » de l’Encyclopédie méthodique, éd. Panckoucke, 3 vols., Paris, 1788/1825, § Colonne).